# Lütticher Schanze
De Lütticher Schanze was een dwingel en maakte deel uit van de tussen 1300 en 1350 gebouwde buitenste stadsmuren van de Duitse stad Aken. De toren bestaat niet meer.

## Locatie

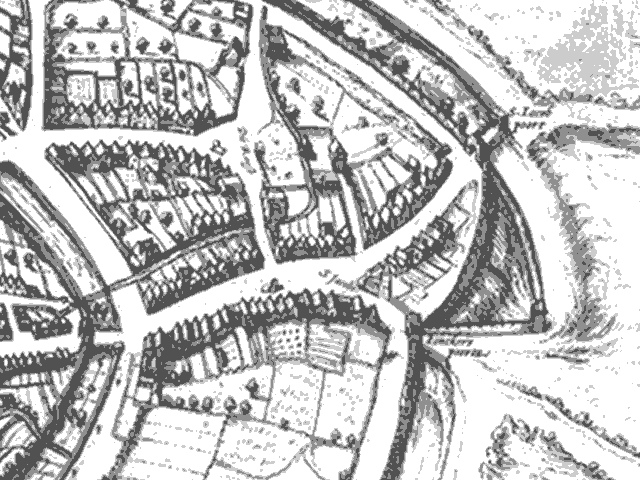
Historische kaart van Aken, detail met Eyerkeilturm op de hoek van de Lütticher Schanze (rechts) met er links van de stadsmuur tussen de Jakobstor en de Junkerstor. Op deze uitsnede ontbreekt de toren zonder naam die op dat stuk stadsmuur heeft gestaan.

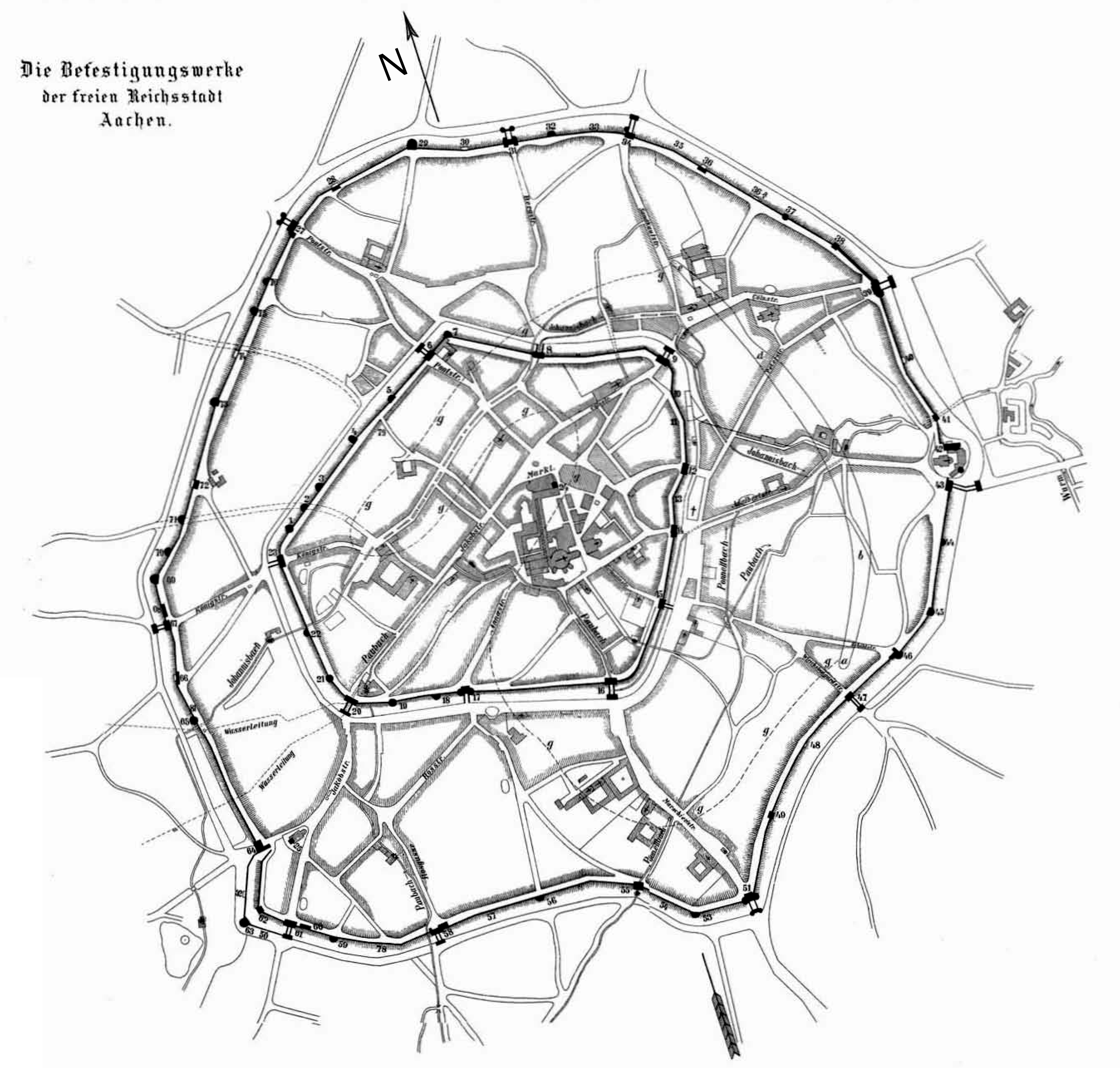
Overzicht van de vestingwerken in Aken. Nummer 63 is de Eyerkeilturm met de Lütticher Schanze.

De Lütticher Schanze bevond zich in het zuidwesten van de buitenste ringmuur in het gedeelte tussen de Jakobstor en de Junkerstor. Op de ringmuur stond binnen diens bereik de toren zonder naam en op de hoek van de voormuur van de dwingel stond de Eyerkeilturm. Omdat deze dwingel aan de straat naar Luik (Duits: Lüttich) lag, waar ook tegenwoordig nog de Lütticher Straße ligt, werd deze de Lütticher Schanze genoemd. Tegenwoordig draagt de straat die naar de Lütticher Straße voert de naam An der Schanz.

## Beschrijving
Van de Jakobstor naar de Junkerstor daalt het land met 12 meter over een afstand van 170 meter. Dit zou het de vijand die afging op de Jakobstor over de heuvelrug mogelijk hebben gemaakt om over de stadsmuur heen te kijken en de stad te beschieten. Om dat te voorkomen werd het bereik door een dwingelmuur beveiligd die voor de stadsmuur in de vorm van een driehoeksschans opgericht werd. Ter verdediging van de dwingelmuur werd er op de hoek van die muur de Eyerkeilturm opgericht.
De dwingelmuur begon bij de voorpoort van de Jakobstor en liep van daaruit rechtstreeks naar de Eyerkeilturm. Daar maakte de muur een knik en liep naar de Junkerstor, waar de muur tegen het poortgebouw eindigde. De ringmuur daarentegen liep vanaf de hoofdpoort van de Jakobstor uit via de toren zonder naam naar de Junkerstor, waarop de ringmuur niet aansloot, maar een opening liet tussen de dwingel en de stadsmuur als toegang tot de dwingel. Of de ringmuur die op oude stadsgezichten in een boog verliep of door von Rhoen aangenomen parallel met de dwingelmuur eveneens een knik maakte, is niet duidelijk.
Het gebied van de dwingel tussen de ringmuur en de dwingelmuur kon vanuit de Jakobstor, de toren zonder naam, de Eyerkeilturm en de Junkerstor gecontroleerd worden en in geval van indringers beschoten worden. Dit terrein werd ook voor oefeningen van de stadssoldaten van Aken gebruikt.